# 100 Ghost Street: The Return of Richard Speck
100 Ghost Street: The Return of Richard Speck o Paranormal Entity 4: The Awakening, è un film del 2012 diretto da Martin Andersen. 
È il quarto capitolo della serie horror iniziata con Paranormal Entity che cerca di ricreare il successo della quadrilogia di Paranormal Activity. È il seguito di Paranormal Entity 3: The Exorcist Tapes e anche questo film è girato in falso documentario.

## Trama
Nel 2010 degli investigatori del paranormale cercano di contattare il fantasma di Richard Speck nel luogo in cui è vissuto. Verranno uccisi da quest'anima che ancora non ha trovato pace. Le famiglie delle vittime hanno finalmente pubblicato il filmato che documenta gli ultimi giorni dei ragazzi.

## Distribuzione
Il film è inedito in Italia. In America è uscito in DVD il 24 luglio 2012.